# Mammillaria nunezii
Mammillaria nunezii ist eine Pflanzenart aus der Gattung Mammillaria in der Familie der Kakteengewächse (Cactaceae). Das Artepitheton nunezii ehrt den mexikanischen Botaniker und Kakteenspezialisten C. Nuñez.

## Beschreibung
Mammillaria nunezii wächst meist einzeln oder auch sprossend. Die kugeligen bis zylindrischen Triebe sind graugrün. Sie werden bis zu 15 Zentimeter hoch und 6 bis 9 Zentimeter im Durchmesser groß. Die Warzen sind konisch bis stumpf vierkantig geformt. Sie führen keinen Milchsaft. Die Axillen sind mit Borsten besetzt. Die 2 bis 9 Mitteldornen sind gerade, manchmal ist einer gehakt. Sie sind braun mit schwärzlicher Spitze oder weiß mit rötlicher Spitze und 1 bis 1,5 Zentimeter lang. Die 10 bis 30 Randdornen sind steif, schlank, weiß und werden 5 bis 7 Millimeter lang.
Die trichterförmigen Blüten sind karminrot bis magentafarben. Sie werden bis zu 1,5 Zentimeter im Durchmesser groß. Die mit einem rosa Hauch versehenen Früchte sind keulig geformt und grünlich weiß. Sie werden bis zu 2,5 Zentimeter lang und enthalten braune Samen.

## Verbreitung, Systematik und Gefährdung
Mammillaria nunezii ist in den mexikanischen Bundesstaaten Guerrero, Jalisco, Michoacán, Mexiko und Morelos verbreitet.
Die Erstbeschreibung erfolgte 1923 als Neomammillaria nunezii durch Nathaniel Lord Britton und Joseph Nelson Rose. Charles Russell Orcutt stellte die Art 1926 in die Gattung Mammillaria. Weitere nomenklatorische Synonyme sind Neomammillaria nunezii Britton & Rose (1923) und Ebnerella nunezii (Britton & Rose) Buxb. (1951).
Es werden folgende Unterarten unterschieden:
- Mammillaria nunezii subsp. nunezii:
Die Nominatform hat 2 bis 9 braune Mitteldornen. Die Blüten sind magentafarben.
- Mammillaria nunezii subsp. bella (Backeb.) D.R.Hunt:
Die Erstbeschreibung erfolgte 1942 als Mammillaria bella durch Curt Backeberg.[4] David Richard Hunt stellte die Art 1997 als Unterart zu Mammillaria nunezii.[5] Die Unterart hat 4 bis 6 weiße Mitteldornen, die rote Spitzen haben. Die Blüten sind karminrot.

In der Roten Liste gefährdeter Arten der IUCN wird die Art als „Least Concern (LC)“, d. h. als nicht gefährdet geführt.

## Nachweise